# Hemiphyllodactylus margarethae
Hemiphyllodactylus margarethae là một loài thằn lằn trong họ Gekkonidae. Loài này được Brongersma mô tả khoa học đầu tiên năm 1931.